# Führerscheinnummer

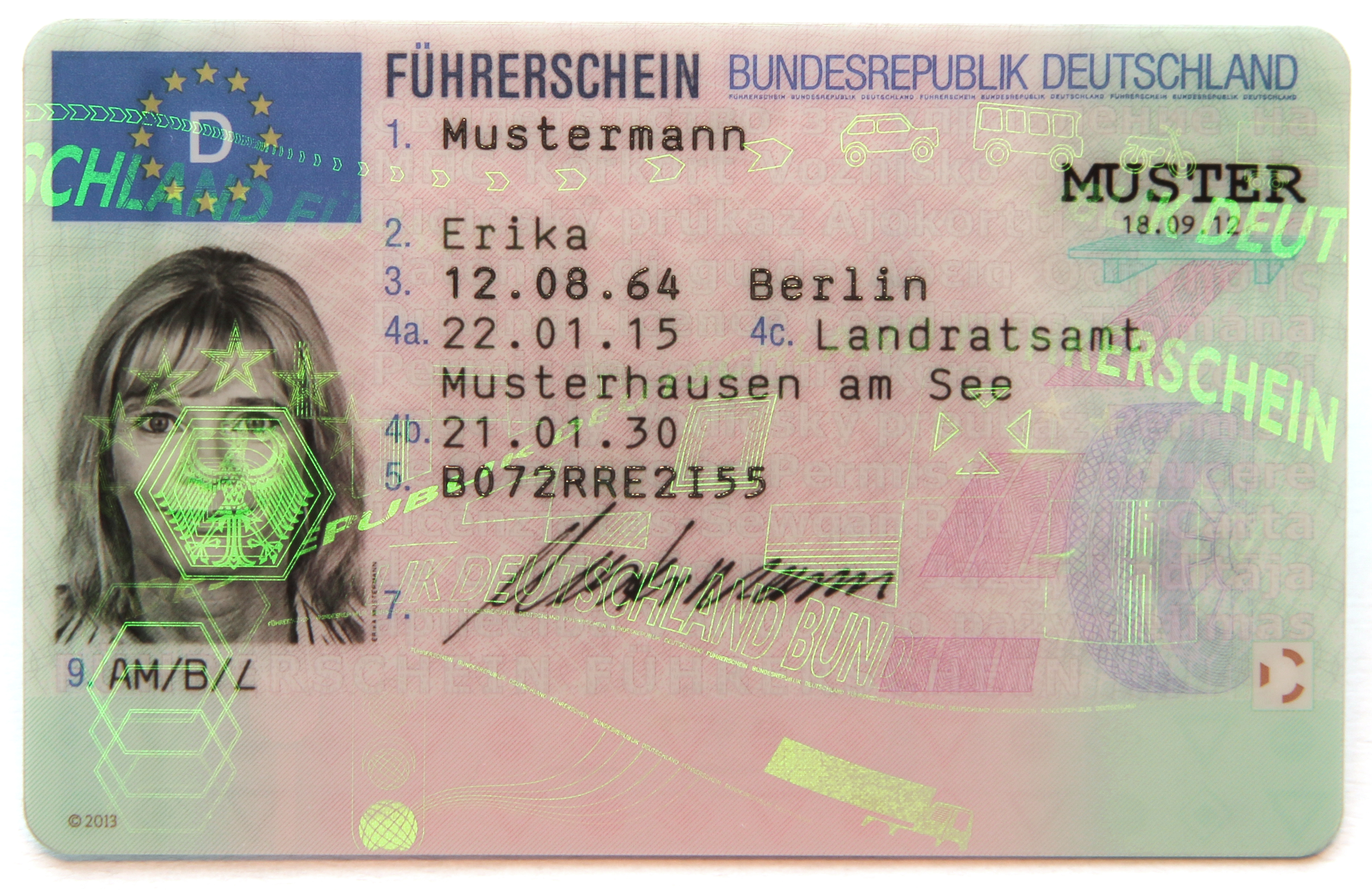
Vorderseite des Musterführerscheins mit der Führerscheinnummer „B072RRE2I55“ über der Unterschrift

Die Führerscheinnummer oder Fahrerlaubnisnummer der Führerscheine in Deutschland dient der eindeutigen Identifizierung des Dokuments. Bei den Kartenführerscheinen setzt sie sich aus einer vierstelligen Codierung der Zulassungsbehörde, dem sogenannte Behördenschlüssel, gefolgt von der fünfstelligen fortlaufenden alphanumerischen Nummer („00000“–„ZZZZZ“), gefolgt von einer Prüfziffer und einer alphanumerischen Ausfertigungsnummer zusammen.
Die Zusammensetzung und Bildung wird anhand der Nummer „B072RRE2I55“ des Musterführerscheins dargestellt.

## Fahrerlaubnisbehördenschlüssel
Alle Zulassungsbehörden haben eine vierstellige Kennung. Der erste Buchstabe kennzeichnet das Bundesland in alphabetischer Reihenfolge der Bundesländer. „A“ entspricht dabei Baden-Württemberg und „P“ Thüringen. Die nächsten beiden Stellen kennzeichnen die Landkreise und kreisfreien Städte in diesem Bundesland.
B072: „B“ steht für das alphabetisch zweite Bundesland also Bayern, „07“ für den Landkreis Dachau, „2“ könnte eine (nicht existierende) Außenstelle des Landratsamtes sein.

## Fortlaufende alphanumerische Nummer
Nach den Ziffern wird mit Großbuchstaben fortgesetzt, der zehnte Führerschein einer Behörde hat damit die Nummer „0000A“. Um den Zahlenwert eines Buchstabens zu berechnen, muss zur Position im Alphabet Neun addiert werden. Erst nach zehn Ziffern und 26 Buchstaben wird eine neue Stelle erreicht. Mit dieser Kodierung können bis zu 365 also 60 Millionen Nummern von einer Behörde vergeben werden.
RRE2I: R=18+9=27 E=5+9=14 I=9+9=18. Damit entspricht dies der fortlaufenden Nummer 27*364+27*363+14*362+2*361+18*360=46.627.578

## Prüfziffer
Zur Berechnung der Prüfziffer werden die Ziffern und Buchstaben von Behördenschlüssel und fortlaufender Nummer mit den Faktoren 9, 8, 7 … 1 multipliziert, die Ergebnisse addiert und davon der Rest der Division durch 11 gebildet. Ist dieser Rest 10, wird als Prüfziffer ein „X“ verwendet. Die Gewichtung entspricht dem Vorgehen bei der Fahrzeug-Identifizierungsnummer.
B072RRE2I: 11*9 + 0*8 + 7*7 + 2*6 + 27*5 + 27*4 + 14*3 + 2*2 + 18 = 467. Die Division durch 11 ergibt 42 mit Rest 5. Dies ist die Prüfziffer.
In einem Tabellenkalkulationsprogramm kann die Prüfziffer mithilfe folgender Formel validiert werden; die Führerscheinnummer befindet sich dabei in Zelle A1:
=WENN(UND(LÄNGE($A$1)=11;REST(SUMMENPRODUKT(DEZIMAL(TEIL($A$1;ZEILE($1:$9);1);36);{9;8;7;6;5;4;3;2;1});11)=WERT(WECHSELN(TEIL($A$1;10;1);"X";10)));"ok";"falsch")

## Ausfertigungsziffer
Beginnend mit 1 wird diese Ziffer vergrößert, wenn ein neuer Führerschein ausgefertigt wird. Dies ist z. B. der Fall, wenn eine zusätzliche Erlaubnisklasse hinzukommt, oder nach Ablauf der Gültigkeit. Nach der Ziffer 9 wird hier ebenfalls mit dem Buchstaben A fortgefahren.